# Lista odcinków serialu Uwikłana
Poniżej znajduje się lista odcinków serialu telewizyjnego Uwikłana – emitowanego przez amerykańską stację telewizyjną NBC od 7 stycznia 2016 roku do 19 sierpnia 2018 roku. Powstały 3 serię, które łącznie składają się z 36 odcinków. W Polsce jest emitowany od 2 stycznia 2017 roku przez TV Puls.
| Sezon | Sezon | Odcinki | Oryginalna emisja CBS | Oryginalna emisja CBS | Oryginalna emisja TV Puls | Oryginalna emisja TV Puls | Oryginalna emisja TV Puls |
| Sezon | Sezon | Odcinki | Premiera sezonu       | Finał sezonu          | Premiera sezonu           | Finał sezonu              |                           |
| ----- | ----- | ------- | --------------------- | --------------------- | ------------------------- | ------------------------- | ------------------------- |
|       | 1     | 13      | 7 stycznia 2016       | 31 marca 2016         | 2 stycznia 2017           | 27 marca 2017             |                           |
|       | 2     | 13      | 5 marca 2017          | 21 maja 2017          | 11 czerwca 2018           | 3 września 2018           |                           |
|       | 3     | 10      | 17 czerwca 2018       | 19 sierpnia 2018      | —                         | —                         |                           |

## Sezon 1 (2016)
| Nr | #  | Tytuł                    | Reżyseria         | Scenariusz                                     | Premiera NBC     | Premiera TV Puls |
| -- | -- | ------------------------ | ----------------- | ---------------------------------------------- | ---------------- | ---------------- |
| 1  | 1  | Pilot                    | Barry Levinson    | Adi Hasak                                      | 7 stycznia 2016  | 2 stycznia 2017  |
| 2  | 2  | Original Sin             | Barry Levinson    | Jack Orman, J. David Shanks                    | 14 stycznia 2016 | 9 stycznia 2017  |
| 3  | 3  | False Face, False Heart  | Dan Lerner        | Mike Daniels, Wolfe Coleman                    | 21 stycznia 2016 | 16 stycznia 2017 |
| 4  | 4  | Who Can Tell Me Who I Am | Dan Lerner        | Yahlin Chang, Benjamin Lobato                  | 28 stycznia 2016 | 23 stycznia 2017 |
| 5  | 5  | Equal and Opposite       | Dan Lerner        | Tamara Becher-Wilkinson, Julian Oliver Meiojas | 4 lutego 2016    | 30 stycznia 2017 |
| 6  | 6  | Fall of Man              | Dan Lerner        | Marta Gené Camps, Mike Daniels, Wolfe Coleman  | 11 lutego 2016   | 6 lutego 2017    |
| 7  | 7  | Undiscovered Country     | David Boyd        | Mike Daniels, Jack Orman, Wolfe Coleman        | 18 lutego 2016   | 13 lutego 2017   |
| 8  | 8  | Good Cop Bad Cop         | David Boyd        | J. David Shanks, Nikki Toscano                 | 25 lutego 2016   | 20 lutego 2017   |
| 9  | 9  | Live Wire Act            | Millicent Shelton | Tamara Becher-Wilkinson, Wolfe Coleman         | 3 marca 2016     | 27 lutego 2017   |
| 10 | 10 | What Devil Do            | Millicent Shelton | Mike Daniels                                   | 10 marca 2016    | 6 marca 2017     |
| 11 | 11 | The Breach               | Steven DePaul     | Wolfe Coleman                                  | 17 marca 2016    | 13 marca 2017    |
| 12 | 12 | For I Have Sinned        | Steven DePaul     | Mike Daniels                                   | 24 marca 2016    | 20 marca 2017    |
| 13 | 13 | One Last Lie             | Paul McCrane      | Jack Orman                                     | 31 marca 2016    | 27 marca 2017    |

## Sezon 2 (2017)
| Nr | #  | Tytuł                   | Reżyseria             | Scenariusz                                                   | Premiera NBC     | Premiera         |
| -- | -- | ----------------------- | --------------------- | ------------------------------------------------------------ | ---------------- | ---------------- |
| 14 | 1  | Unforgiven              | Thomas Carter         | Jack Orman, Wolfe Coleman                                    | 5 marca 2017     | 11 czerwca 2018  |
| 15 | 2  | Eye of the Hurricane    | Christopher Misiano   | Nick Thiel, Jessica Grasl                                    | 12 marca 2017    | 18 czerwca 2018  |
| 16 | 3  | Ghost Hunt              | Christopher Misiano   | Niceole R. Levy, Rashad Raisani                              | 19 marca 2017    | 25 czerwca 2018  |
| 17 | 4  | Daddy's Girl            | Paul McCrane          | Michael C. Martin, Marta Gene Camps                          | 26 marca 2017    | 2 lipca 2018     |
| 18 | 5  | Sweet Caroline          | Paul McCrane          | Wolfe Coleman, Jessica Grasl                                 | 2 kwietnia 2017  | 9 lipca 2018     |
| 19 | 6  | Fracture                | Peter Weller          | Niceole R. Levi, Jessica Grasl                               | 9 kwietnia 2017  | 16 lipca 2018    |
| 20 | 7  | A House Divided         | Peter Weller          | Wolfe Coleman, Marta Gené Camps                              | 16 kwietnia 2017 | 23 lipca 2018    |
| 21 | 8  | Unpaid Debts            | Jim McKay             | Rashad Raisani, Nick Thiel                                   | 23 kwietnia 2017 | 30 lipca 2018    |
| 22 | 9  | Chaos Is Come Again     | Jim McKay             | Wolfe Coleman                                                | 30 kwietnia 2017 | 6 sierpnia 2018  |
| 23 | 10 | Whoever Fights Monsters | Felix Enriquez Alcala | Rashad Raisani, Niceole R. Levy                              | 7 maja 2017      | 13 sierpnia 2018 |
| 24 | 11 | The Quality Of Mercy    | Felix Enriquez Alcala | Jessica Grasl, Marta Gene Camps                              | 14 maja 2017     | 20 sierpnia 2018 |
| 25 | 12 | Behind The Mask         | Stephen DePaul        | Wolfe Colman, Michael C. Martin                              | 21 maja 2017     | 26 sierpnia 2018 |
| 26 | 13 | Broken Dolls            | Stephen DePaul        | Jessica Grasl, Jack Orman, Marta Gene Camps, Niceole R. Levy | 21 maja 2017     | 3 września 2018  |

## Sezon 3 (2018)
| Nr | #  | Tytuł                      | Reżyseria         | Scenariusz                                              | Premiera NBC     | Premiera     |
| -- | -- | -------------------------- | ----------------- | ------------------------------------------------------- | ---------------- | ------------ |
| 27 | 1  | Good Police                | John Behring      | Jack Orman, Marta Gené Camps                            | 17 czerwca 2018  | nieemitowany |
| 28 | 2  | The Hollow Crown           | John Behring      | Wolfe Coleman, Matthew V. Lewis                         | 24 czerwca 2018  | nieemitowany |
| 29 | 3  | That Way Madness Lies      | Leslie Libman     | Erika L. Johnson, Katie Gruel                           | 1 lipca 2018     | nieemitowany |
| 30 | 4  | The Walking Shadow         | Leslie Libman     | Vincent Angell, Nikhil S. Jayaram                       | 8 lipca 2018     | nieemitowany |
| 31 | 5  | The Blue Wall              | Steve Shill Marta | Gené Camps                                              | 15 lipca 2018    | nieemitowany |
| 32 | 6  | The Reckoning              | Steve Shill       | Wolfe Coleman, Ariel Hall                               | 22 lipca 2018    | nieemitowany |
| 33 | 7  | Straight Through The Heart | David Boyd        | Marta Gené Camps, Matthew V. Lewis                      | 29 lipca 2018    | nieemitowany |
| 34 | 8  | Cry Havoc                  | David Boyd        | Wolfe Coleman, Vincent Angell                           | 5 sierpnia 2018  | nieemitowany |
| 35 | 9  | Goodnight, Sweet Prince    | Nick Gomez        | Wolfe Coleman, Erika L. Johnson                         | 12 sierpnia 2018 | nieemitowany |
| 36 | 10 | By Virtue Fall             | Nick Gomez        | Ariel Hall, Wolfe Coleman, Marta Gené Camps, Jack Orman | 19 sierpnia 2018 | nieemitowany |